# Terroba
Terroba település Spanyolországban, La Rioja autonóm közösségben.  Lakosainak száma 39 fő (2024).

## Népesség
A település népessége az elmúlt években az alábbi módon változott:
| Lakosok száma | 31   | 29   | 33   | 39   | 37   | 34   | 32   | 34   | 37   | 39   |
|               | 2001 | 2004 | 2007 | 2009 | 2012 | 2014 | 2017 | 2019 | 2022 | 2024 |